# Dirac (Charente)
Dirac – miejscowość i gmina we Francji, w regionie Nowa Akwitania, w departamencie Charente.
Według danych na rok 1990 gminę zamieszkiwało 1260 osób, a gęstość zaludnienia wynosiła 43 osób/km² (wśród 1467 gmin regionu Poitou-Charentes Dirac plasuje się na 229. miejscu pod względem liczby ludności, natomiast pod względem powierzchni na miejscu 179.).